# Wellington Paulista
Wellington Pereira do Nascimento (São Paulo, 22 de abril de 1983), mais conhecido como Wellington Paulista, é um ex-futebolista brasileiro que atuava como centroavante.

## Carreira

### Primeiros anos
Nascido em São Paulo, Wellington começou jogando futebol de salão na escola, até chegar no futebol de campo. Chegou a ser aprovado 16 vezes por nove clubes em testes, chegando a abandonar o trabalho para jogar. Mas seu trabalho de cobrador de cheque não durou três dias, pois chegou nove horas em casa e não pôde ir a escola, seu pai o mandou pedir demissão para seguir com seu sonho. Após ser dispensado em alguns testes no próprio clube Wellington Paulista foi chamado para jogar pelo Juventus e posteriormente ser revelado profissionalmente pelo clube, posteriormente abandonou o mesmo por problemas, assim saindo para jogar pelo mundo a fora, denominando-se "Welligol".

### Profissional
Após algumas partidas pelo Juventus, Wellington passou pelo Mirassol e pelo Paraná Clube por empréstimo antes de retornar ao Juventus, onde disputou o Paulistão de 2006.

### Santos
Após se destacar no Paulistão de 2006 pelo Juventus, foi contratado por empréstimo pelo Santos, onde estreou em 24 de abril de 2006, numa vitória sobre o Fortaleza por 2–0. 
No clube paulista, fez dupla de ataque com Rodrigo Tiuí e eram conhecidos como "Tiuí Henry" e "Wellington Shevchenko". No total, marcou 10 gols em 30 jogos e ao término de sua passagem pelo Peixe foi negociado pelo Juventus ao Deportivo Alavés, da Espanha.

### Alavés
Em 2007, em sua primeira passagem pela Europa, defendeu o El Glorioso Alavés, da Espanha. O atacante brasileiro fez um golaço contra o Barcelona pela Copa do Rei em pleno Camp Nou, mas não se adaptou o necessário para mostrar o seu futebol no velho continente pois alegava ser muito melhor que os outros jogadores que tinham muita "mídia".

### Botafogo
Foi anunciado como reforço do Botafogo no dia 13 de dezembro de 2007, assinando por quatro anos com ajuda do grupo Ability, que o comprou para o Villa Rio. O jogador realizou sua estreia pela equipe contra o Stabæk, da Noruega, pela Copa Peregrino, da qual o Botafogo se sagrou campeão.
Wellington Paulista destacou-se durante o Campeonato Carioca, se tornando rapidamente xodó da torcida alvinegra. O atacante fez gols importantes, na semifinal e na final da Taça Guanabara, contra os rivais Fluminense e Flamengo, respectivamente. Também chegou a marcar quatro gols num só jogo, contra o Macaé, na goleada do Botafogo por 7–0 em confronto valido pelo segundo turno da competição, se tornando o maior goleador do Estádio Nilton Santos no geral e em um só jogo.
Na semifinal da Taça Rio, marcou um dos gols da vitória alvinegra por 3–0 contra o Flamengo, tendo sido depois campeão do turno em cima do Fluminense. O Botafogo perdeu a decisão para o Flamengo, mas Wellington Paulista sagrou-se o artilheiro do Campeonato Carioca, com 14 gols, sendo também escolhido para a seleção dos melhores da competição.

### Cruzeiro
O atacante acabou acertando sua ida para o Cruzeiro, em dezembro de 2008. Estreou no dia 17 de janeiro de 2009, em clássico contra o Atlético Mineiro no Torneio Verão, no Uruguai. Na final do torneio, o jogador marcou um dos quatro gols da vitória da equipe por 4–1 contra o Nacional. No mesmo ano foi artilheiro da equipe no Campeonato Brasileiro, com 14 gols marcados.
Em 2009, atuando pelo Cruzeiro, Wellington Paulista formou uma dupla de sucesso com o atacante Kléber Gladiador. Juntos, eles chegaram à final da Copa Libertadores e marcaram 50 gols na temporada: foram 26 gols de Wellington e 24 de Kléber.
Já no início da temporada 2010, o jogador marcou três gols da vitória do Cruzeiro por 3–0 sobre o New England Revolution, em amistoso na excursão da equipe pelos Estados Unidos.

### Palmeiras
No dia 5 de abril de 2011, foi anunciado o empréstimo de Wellington Paulista ao Palmeiras. Sua estreia aconteceu em jogo contra o Santo André. O jogador, no entanto, não teve muitas oportunidades de jogar durante os quatro meses que esteve emprestado à equipe paulista e chegou a ser liberado para negociar com a equipe do Grêmio, mas por já ter atuado por duas equipes na temporada, a transferência não pôde ser concluída.

### Retorno ao Cruzeiro
Em agosto de 2011, o jogador acertou seu retorno ao time celeste.
Na temporada 2012, Wellington Paulista marcou 11 gols no Campeonato Mineiro e terminou como artilheiro da competição. O atacante também marcou 10 gols pelo Campeonato Brasileiro e foi o artilheiro do time no ano, encerrando a temporada com 28 bolas na rede.
No total pelo Cruzeiro, marcou 76 gols e se tornou o 24º maior artilheiro da história do clube, além de maior artilheiro cruzeirense no século XXI.

### West Ham
Em 5 de janeiro de 2013, Wellington foi emprestado ao West Ham. No dia seguinte o atacante viajou para o Upton Park, em Londres, onde realizou exames médicos.
Depois de alguns dias de sua chegada a Londres, o jogador se surpreendeu com a popularidade de seu nome na cidade, em função do Duque de Wellington, nobre conhecido por ser comandante militar na Europa napoleônica e por participar do Congresso de Viena.
Ainda em fase de preparação, a estreia de Wellington pela equipe inglesa aconteceu com a equipe Sub-21 (até três atletas com mais de 21 anos podem participar por cada equipe) na vitória por 2–0 do West Ham sobre o Arsenal. O jogador aproveitou o escanteio cobrado por George Moncur para marcar um gol de cabeça e abrir o placar. Em seguida, Nick Haycock marcou o segundo gol da partida.
Após marcar três gols nos três primeiros jogos pela equipe reserva, o brasileiro declinou a oferta de viajar com a equipe principal para Dubai para seis dias de treino em clima quente. Segundo o jogador, ficar na Inglaterra com a equipe reserva seria melhor para se adaptar. Depois disso, teve poucas oportunidades no time titular.

### Criciúma
Sem chances no Cruzeiro, Wellington Paulista foi emprestado ao Criciúma em junho de 2013. O então diretor de futebol do clube mineiro, Alexandre Mattos, explicou que o acordo fez parte da transação que trouxe o atacante Lucca para a Toca da Raposa II:
| “ | Acabei de acertar com o Criciúma o empréstimo do Wellington Paulista. Faz parte daquela antiga transação do Lucca. Ele já faz exames em Santa Catarina e acerta com eles. Se tudo encaminhar bem, o Wellington vai ajudar o Criciúma até o fim da temporada. | ” |

Em seu jogo de estreia pelo Tigre, no dia 7 de julho, marcou seu primeiro gol pelo time, apesar de não impedir a derrota para o Atlético Mineiro, pela 6ª rodada do Brasileirão. Assim, confirmou o que dissera antes da partida, em tom provocativo, sobre o grande rival desde os tempos de Cruzeiro:
| “ | Estou acostumado a fazer gols contra eles. | ” |

### Internacional
Em dezembro de 2013, foi contratado pelo Internacional e assinou um contrato de dois anos com o Colorado. Wellington teve um bom início na equipe, aproveitando chances no Campeonato Gaúcho de 2014 entrando e marcando gols, porém ficou boa parte do primeiro semestre na reserva de Rafael Moura.[carece de fontes?]
Atuando pela equipe gaúcha, o centroavante marcou 10 gols em 39 partidas.

### Coritiba
Em 2015, foi anunciado o empréstimo do jogador ao Coritiba.

### Fluminense
Foi anunciado oficialmente pelo Fluminense no dia 15 de julho de 2015, assinando contrato até o final de 2017.
O jogador realizou sua estreia no dia 1 de agosto, contra o Grêmio, entrando no segundo tempo. Após receber lançamento de Ronaldinho Gaúcho, escorou para o atacante Marcos Júnior marcar o gol da vitória do Flu, em jogo válido pela 16ª rodada do Campeonato Brasileiro. WP9 marcou seu único gol pela equipe no dia 30 de agosto, numa derrota em casa por 2–1 contra o Atlético Mineiro, no Maracanã.

### Ponte Preta
Na temporada 2016, foi emprestado à Ponte Preta para a disputa do Campeonato Brasileiro.

### Chapecoense
Em 2017, Wellington Paulista foi emprestado a Chapecoense. O jogador teve uma boa estreia pelo clube catarinense, marcando um gol logo na estreia. Como foi um dos destaques do time daquele ano, acabou sendo contratado em definitivo.

### Fortaleza
No dia 2 de março de 2019, Wellington Paulista assinou por dois anos com o clube Fortaleza. Após conquistar o Campeonato Cearense no dia 21 de abril, seu primeiro título  pelo Leão, no mês seguinte o atacante marcou gol nos dois jogos contra o Botafogo-PB na final da Copa do Nordeste, colaborando para equipe cearense alcançar seu primeiro título da competição.
Nesse ano foi o artilheiro da equipe no Campeonato Brasileiro, com 13 gols, ajudando o clube cearense a alcançar a 9º colocação daquela competição e se classificar para a Copa Sul-Americana pela primeira vez na história. Wellington também foi o artilheiro geral do time no ano, com 15 gols.
Já em 2020, o atacante contribuiu para o Fortaleza conquistar mais um Campeonato Cearense e sagrar-se bicampeão. Wellington também voltou a balançar as redes no Campeonato Brasileiro, sendo o artilheiro da equipe com nove gols, ajudando o clube cearense a terminar na 16° colocação daquela competição e escapar do rebaixamento. Assim como no ano anterior, o centroavante mais uma vez foi o artilheiro do time e marcou 15 gols no total.
Em 2021 foi tricampeão do Campeonato Cearense, sendo o artilheiro do clube na competição com quatro gols. WP9 continuou com faro de gol na Copa do Brasil e também foi artilheiro do time na competição, novamente com quatro gols, ajudando o clube a chegar até a semifinal e fazer sua melhor campanha.
Nesse ano ainda ajudou o clube a alcançar a 4ª colocação do Campeonato Brasileiro, melhor colocação de um time cearense e nordestino no Brasileirão por pontos corridos. Consequentemente, foi fundamental para o Fortaleza se classificar para a Libertadores pela primeira vez na história.

### América Mineiro
Em janeiro de 2022, Wellington Paulista assinou contrato com o América Mineiro até o fim da temporada de 2023.
Anunciou sua aposentadoria do futebol no dia 5 de dezembro de 2023, após não ter o contrato renovado com o Coelho.

## Estatísticas
Atualizadas até 15 de abril de 2023

### Clubes
| Clube             | Temporada         | Campeonato nacional | Campeonato nacional | Copa nacional | Copa nacional | Competições continentais | Competições continentais | Campeonato estadual | Campeonato estadual | Campeonatos regionais | Campeonatos regionais | Total | Total |
| Clube             | Temporada         | Jogos               | Gols                | Jogos         | Gols          | Jogos                    | Gols                     | Jogos               | Gols                | Jogos                 | Gols                  | Jogos | Gols  |
| ----------------- | ----------------- | ------------------- | ------------------- | ------------- | ------------- | ------------------------ | ------------------------ | ------------------- | ------------------- | --------------------- | --------------------- | ----- | ----- |
| Juventus          | 2004              | –                   | –                   | –             | –             | –                        | –                        | 1                   | 2                   | –                     | –                     | 1     | 2     |
| Juventus          | Total             | –                   | –                   | –             | –             | –                        | –                        | 1                   | 2                   | –                     | –                     | 1     | 2     |
| Paraná            | 2004              | 9                   | 0                   | –             | –             | –                        | –                        | –                   | –                   | –                     | –                     | 9     | 0     |
| Paraná            | 2005              | 13                  | 0                   | –             | –             | –                        | –                        | –                   | –                   | –                     | –                     | 13    | 0     |
| Paraná            | Total             | 22                  | 0                   | –             | –             | –                        | –                        | –                   | –                   | –                     | –                     | 22    | 0     |
| Santos            | 2006              | 30                  | 9                   | 1             | 0             | 4                        | 1                        | -                   | -                   | –                     | –                     | 35    | 10    |
| Santos            | Total             | 30                  | 9                   | 1             | 0             | 4                        | 1                        | -                   | -                   | –                     | –                     | 35    | 10    |
| Botafogo          | 2008              | 28                  | 7                   | 8             | 5             | 4                        | 2                        | 16                  | 14                  | –                     | –                     | 56    | 28    |
| Botafogo          | Total             | 28                  | 7                   | 8             | 5             | 4                        | 2                        | 16                  | 14                  | –                     | –                     | 56    | 28    |
| Cruzeiro          | 2009              | 24                  | 14                  | –             | –             | 10                       | 5                        | 11                  | 6                   | –                     | –                     | 45    | 25    |
| Cruzeiro          | 2010              | 21                  | 7                   | –             | –             | 9                        | 1                        | 9                   | 4                   | –                     | –                     | 39    | 12    |
| Cruzeiro          | 2011              | 14                  | 2                   | –             | –             | 5                        | 0                        | 7                   | 3                   | –                     | –                     | 26    | 5     |
| Cruzeiro          | 2012              | 27                  | 10                  | 4             | 3             | –                        | –                        | 11                  | 11                  | –                     | –                     | 42    | 24    |
| Cruzeiro          | Total             | 86                  | 33                  | 4             | 3             | 24                       | 6                        | 38                  | 24                  | –                     | –                     | 152   | 66    |
| Palmeiras         | 2011              | 6                   | 0                   | 4             | 0             | 1                        | 0                        | –                   | –                   | –                     | –                     | 11    | 0     |
| Palmeiras         | Total             | 6                   | 0                   | 4             | 0             | 1                        | 0                        | –                   | –                   | –                     | –                     | 11    | 0     |
| Criciúma          | 2013              | 24                  | 11                  | 2             | 0             | 1                        | 0                        | –                   | –                   | –                     | –                     | 27    | 11    |
| Criciúma          | Total             | 24                  | 11                  | 2             | 0             | 1                        | 0                        | –                   | –                   | –                     | –                     | 27    | 11    |
| Internacional     | 2014              | 26                  | 3                   | 4             | 0             | 2                        | 0                        | 13                  | 7                   | –                     | –                     | 45    | 10    |
| Internacional     | Total             | 26                  | 3                   | 4             | 0             | 2                        | 0                        | 13                  | 7                   | –                     | –                     | 45    | 10    |
| Coritiba          | 2015              | 6                   | 1                   | 3             | 2             | –                        | –                        | 13                  | 3                   | –                     | –                     | 22    | 6     |
| Coritiba          | Total             | 6                   | 1                   | 3             | 2             | –                        | –                        | 13                  | 3                   | –                     | –                     | 22    | 6     |
| Fluminense        | 2015              | 17                  | 1                   | –             | –             | –                        | –                        | –                   | –                   | –                     | –                     | 17    | 1     |
| Fluminense        | Total             | 17                  | 1                   | –             | –             | –                        | –                        | –                   | –                   | –                     | –                     | 17    | 1     |
| Ponte Preta       | 2016              | 20                  | 2                   | 6             | 1             | –                        | –                        | 13                  | 7                   | –                     | –                     | 39    | 10    |
| Ponte Preta       | Total             | 20                  | 2                   | 6             | 1             | –                        | –                        | 13                  | 7                   | –                     | –                     | 39    | 10    |
| Chapecoense       | 2017              | 33                  | 9                   | 2             | 0             | 12                       | 0                        | 17                  | 6                   | 1                     | 1                     | 65    | 16    |
| Chapecoense       | 2018              | 24                  | 5                   | 4             | 0             | 2                        | 0                        | 15                  | 7                   | –                     | –                     | 45    | 12    |
| Chapecoense       | 2019              | –                   | –                   | 1             | 0             | 1                        | 0                        | 5                   | 2                   | –                     | –                     | 7     | 2     |
| Chapecoense       | Total             | 57                  | 14                  | 7             | 0             | 15                       | 0                        | 37                  | 15                  | 1                     | 1                     | 117   | 30    |
| Fortaleza         | 2019              | 31                  | 13                  | –             | –             | –                        | –                        | 6                   | 0                   | 7                     | 2                     | 44    | 15    |
| Fortaleza         | 2020              | 35                  | 9                   | 1             | 0             | 1                        | 0                        | 9                   | 2                   | 8                     | 4                     | 54    | 15    |
| Fortaleza         | 2021              | 25                  | 3                   | 9             | 4             | –                        | –                        | 7                   | 4                   | 9                     | 1                     | 50    | 12    |
| Fortaleza         | Total             | 91                  | 25                  | 10            | 4             | 1                        | 0                        | 22                  | 6                   | 24                    | 7                     | 148   | 42    |
| América Mineiro   | 2022              | 19                  | 2                   | 2             | 2             | 4                        | 2                        | 5                   | 1                   | –                     | –                     | 30    | 7     |
| América Mineiro   | 2023              | 1                   | 0                   | 2             | 1             | 1                        | 1                        | 8                   | 4                   | –                     | –                     | 12    | 6     |
| América Mineiro   | Total             | 20                  | 2                   | 4             | 3             | 5                        | 3                        | 13                  | 5                   | –                     | –                     | 42    | 13    |
| Total na carreira | Total na carreira | 433                 | 108                 | 53            | 18            | 57                       | 12                       | 166                 | 83                  | 25                    | 8                     | 734   | 229   |

## Títulos
Juventus-SP
- Paulista A2: 2005

Botafogo
- Taça Rio: 2008

Cruzeiro
- Campeonato Mineiro: 2009 e 2011

Internacional
- Campeonato Gaúcho: 2014

Chapecoense
- Campeonato Catarinense: 2017

Fortaleza
- Campeonato Cearense: 2019, 2020 e 2021
- Copa do Nordeste: 2019

### Prêmios individuais
- Seleção do Campeonato Carioca: 2008[8]

### Artilharias
Botafogo
- Campeonato Carioca de 2008: 14 gols
- Copa do Brasil de 2008: 6 gols

Cruzeiro
- Campeonato Mineiro de 2012: 11 gols